# Ľubomíra Kurhajcová
Ľubomíra Kurhajcová (ur. 11 października 1983 w Bratysławie) – słowacka tenisistka, reprezentantka w Fed Cup, olimpijka z Aten (2004).

## Kariera tenisowa
Zawodową tenisistką była w latach 2002–2008. Jest finalistą jednego turnieju rangi WTA Tour w grze pojedynczej i dwóch w grze podwójnej. Wygrała cztery imprezy rangi ITF w singlu i trzy w deblu.
W latach 2003–2005 reprezentowała Słowację w Fed Cup, uczestnicząc w dziewięciu meczach, z których w czterech triumfowała.
W 2004 zagrała na igrzyskach olimpijskich w Atenach. Odpadła w pierwszych rundach singla i debla kobiet, w grze podwójnej partnerując Martinie Suchej.
W rankingu gry pojedynczej Kurhajcová najwyżej była na 59. miejscu (24 maja 2004), a w klasyfikacji gry podwójnej na 78. pozycji (13 września 2004).

### Finały w turniejach WTA
| Legenda                | Legenda |
| ---------------------- | ------- |
| Wielki Szlem           |         |
| Igrzyska olimpijskie   |         |
| WTA Tour Championships |         |
| 1988 – 2008            |         |
| Kategoria I            |         |
| Kategoria II           |         |
| Kategoria III          |         |
| Kategoria IV           |         |
| Kategoria V            |         |

#### Gra pojedyncza (0–1)
| Końcowy wynik | Nr | Data             | Turniej | Nawierzchnia | Przeciwniczka    | Wynik finału |
| ------------- | -- | ---------------- | ------- | ------------ | ---------------- | ------------ |
| Finalistka    | 1. | 9 listopada 2003 | Pattaya | Twarda       | Henrieta Nagyová | 4:6, 2:6     |

#### Gra podwójna (0–2)
| Końcowy wynik | Nr | Data           | Turniej | Nawierzchnia | Partnerka        | Przeciwniczki                           | Wynik finału |
| ------------- | -- | -------------- | ------- | ------------ | ---------------- | --------------------------------------- | ------------ |
| Finalistka    | 1. | 25 lipca 2004  | Palermo | Ceglana      | Henrieta Nagyová | Arantxa Sánchez Anabel Medina Garrigues | 3:6, 6:7(4)  |
| Finalistka    | 2. | 20 lutego 2005 | Bogota  | Ceglana      | Barbora Strýcová | Emmanuelle Gagliardi Tina Pisnik        | 4:6, 3:6     |

### Wygrane turnieje rangi ITF

#### Gra pojedyncza
|    | Data       | Turniej   | Kat. | ($)    | Naw.   | Finalistka              | Wynik         |
| 1. | 26/08/2001 | Maribor   | ITF  | 25 000 | ziemna | Katarzyna Strączy       | 3:6, 7:5, 6:1 |
| 2. | 04/08/2002 | Brindisi  | ITF  | 25 000 | ziemna | Lenka Němečková         | 7:6(2), 6:0   |
| 3. | 06/10/2002 | Girona    | ITF  | 50 000 | ziemna | Eva Fislová             | 6:3, 7:5      |
| 4. | 06/07/2003 | Orbetello | ITF  | 50 000 | ziemna | Cristina Torrens Valero | 7:5, 6:1      |